# Coleophora turbatella
Coleophora turbatella é uma espécie de mariposa do gênero Coleophora pertencente à família Coleophoridae.